# Henri II de Bar
Pour les articles homonymes, voir Henri de Bar.
Henri II de Bar, né vers 1190, mort à Gaza le 13 novembre 1239, est comte de Bar de 1214 à 1239. Il est le fils de Thiébaut Ier, comte de Bar, et d'Ermesinde de Bar-sur-Seine.

## Biographie
Il apparaît dans les chartes dès 1202 et est associé au gouvernement du comté de Bar dès 1210. Il participe en 1211 à la Croisade des Albigeois, succède à son père en 1214 et combat immédiatement pour le roi de France Philippe II Auguste à la bataille de Bouvines.
Lors de la guerre de succession de Champagne (1216-1221), il soutient activement le comte de Champagne Thibaut IV. Une amitié subsiste pendant plusieurs années entre les deux comtes.
À la mort du roi Louis VIII le Lion (1226), Thibaut entraine Henri dans la révolte contre la régente Blanche de Castille, mais ils font leur soumission le 2 mars 1227 à Vendôme.
Thibaut et Henri se brouillent cependant vers 1229. Le comte de Champagne s'allie au duc de Lorraine, et Henri, allié au comte de Vaudémont Hugues II et à l'évêque de Toul ravage la Lorraine en janvier 1230. Thibaut IV et Simon de Joinville envahissent et ravagent à leur tour le Barrois, puis Hugues IV, duc de Bourgogne, envahit la Champagne. Blanche de Castille doit intervenir pour rétablir la paix, qui est signée en 1232.
Allié aux habitants de Metz et au duc de Lorraine Mathieu II, il s'oppose à Jean Ier d’Apremont lors de la guerre des Amis de 1231 à 1234.
Ayant donné en dot la seigneurie de Ligny à sa fille Marguerite qui avait épousé Henri V de Luxembourg, il était entendu que ladite seigneurie resterait sous suzeraineté Barroise (1240). Or, en 1256, Henri de Luxembourg prêta hommage pour Ligny au comte de Champagne (également roi de Navarre). Une guerre s'ensuit et l'arbitrage du roi Louis IX de France (futur Saint Louis), suzerain des comtes de Champagne, rend Ligny à Henri de Luxembourg sous sa suzeraineté originelle (1268).
Henri fonde plusieurs abbayes et fait d'importantes donations à d'autres.
Il prend la croix en 1239 et accompagne Thibaut IV de Champagne et Hugues IV de Bourgogne en Terre sainte. Il est tué à la bataille de Gaza en 1239.

## Mariage et enfants
Il épouse en 1219 Philippa de Dreux (1192 † 1242), fille de Robert II, comte de Dreux et de Yolande de Coucy, et a :
- Marguerite (1220 † 1275), mariée en 1240 à Henri V le Blond (1217 † 1281), comte de Luxembourg ;
- Thiébaut II (v. 1221 † 1291), comte de Bar ;
- Henri, cité en 1249 ;
- Jeanne (1225 † 1299), mariée à Frédéric de Blamont († 1255), puis à Louis V de Looz (1235 † 1299), comte de Chiny, célébrée dans le Tournoi de Chauvency ;
- Renaud († 1271) ;
- Erard († 1335) ;
- Isabelle († 1320).

## Sources
1. 1 2  Jean Schneider: Lorraine et Champagne au début du XIIIe siècle. Notes sur des documents inédits, Comptes rendus des séances de l'Académie des Inscriptions et Belles-Lettres, vol. 122, no 1, 1978 (p. 134).

- Georges Poull, La Maison souveraine et ducale de Bar, 1994 [détail de l’édition].